# Hŏch'ŏn'gangjesamsuryŏk-palchŏnso
Hŏch'ŏn'gangjesamsuryŏk-palchŏnso är ett vattenkraftverk i Nordkorea.   Det ligger i provinsen Hamnam, i den östra delen av landet, 300 km nordost om huvudstaden Pyongyang. Hŏch'ŏn'gangjesamsuryŏk-palchŏnso ligger 181 meter över havet.
Terrängen runt Hŏch'ŏn'gangjesamsuryŏk-palchŏnso är huvudsakligen kuperad, men åt nordost är den bergig. Hŏch'ŏn'gangjesamsuryŏk-palchŏnso ligger nere i en dal. Runt Hŏch'ŏn'gangjesamsuryŏk-palchŏnso är det ganska tätbefolkat, med 78 invånare per kvadratkilometer. I omgivningarna runt Hŏch'ŏn'gangjesamsuryŏk-palchŏnso växer i huvudsak blandskog.